# یانیک بولوره
یانیک بولوره (انگلیسی: Yannick Bolloré؛ زادهٔ ۱ فوریهٔ ۱۹۸۰) کارآفرین و مدیر ارشد اجرایی اهل فرانسه است، که به عنوان مدیرعامل شرکت هاواس فعالیت می‌کند. وی فرزند سرمایه‌دار فرانسوی، ونسان بولوره، می‌باشد.